# Patricia Shanil Muluzi
Patricia Shanil Dzimbiri (früher: Patricia Shanil Muluzi und Shanil Muluzi, Geburtsname: Patricia Fukulani; * 25. September 1964; † 10. Juni 2024) war eine malawische Politikerin, Lehrerin und First Lady von Malawi von 1999 bis 2004 als die Frau des Präsidenten (Mtsogoleri wa Dziko la Malawi) Bakili Muluzi. Sie war später als Abgeordnete des Wahlkreises Balaka West Constituency in der Nationalversammlung von Malawi von 2014 bis 2019.

## Leben

### Jugend
Dzimbiri wurde am 25. September 1964 als Patricia Fukulani im Dorf Chimpikizo geboren, in der traditionellen Eiheit Nsamala, im Balaka District, Malawi. Sie war das siebte Kind von David und Sylvia Fukulani, einem katholischen Ehepaar aus Chimpikizo.
Dzimbiri beschrieb sich selbst als „überzeugte Katholikin“ („staunch Catholic“) in einem Interview von 2014 mit der Zeitung The Nation.

### Ehe
Obwohl sie bereits seit 1987 mit Muluzi verheiratet war, lebte sie selbst während seines Präsidentschaftswahlkampfes verborgen vor der Öffentlichkeit. Nachdem Muluzi 1994 Präsident geworden war, lebte sie in einer Residenz in der Nähe von Zomba. Sie trat erst am Tag vor der zweiten Hochzeitszeremonie in die Öffentlichkeit.
Ihre zweite Hochzeit fand am 9. Oktober 1999 statt. Ihre aufwendige öffentliche Hochzeit rief viel Kritik hervor, weil die Wirtschaftspolitik des Präsidenten zu einem Abschwung der Wirtschaft geführt hatte. Es waren 3.000 Gäste anwesend, unter anderen Präsident Robert Mugabe aus Simbabwe, Frederick Chiluba aus Sambia, Joaquim Chissano aus Mosambik, Pierre Buyoya aus Burundi und König Mswati III. aus Swasiland. Während der Hochzeit wurden 29 Kühe geschlachtet. In mehreren Hotels wurden auf Kosten des Staates Freibier, Essen und Live-Musik angeboten. Die Hochzeit kostete schätzungsweise 15 Mio. Kwacha (~ 335.000 Dollar). Der Vorsitzende des Hochzeitskomitees, Dumiso Mulani, stellte fest, dass der Präsident etwa fünf mio. Kwacha aus seinem eigenen Geld ausgegeben habe. Die Opposition boykottierte die Veranstaltung jedoch und viele schickten ihre Einladungen per Post zurück, was Hetherwick Ntaba, der Sekretär der Malawi Congress Party und der Alliance for Democracy, als „Plünderung öffentlicher Gelder“ („the plunder of public money“) bezeichnete.

## Familie
Muluzi hatte fünf Kinder mit Bakili Muluzi, die Zwillinge, Carlucci und Edna (* 1988), Zake (* 1989) und Lucy (* 1990), sowie Tiyamike (* 1992). Sie war die zwete Frau von Muluzi. Als Muslim war Muluzi da bereits mit Annie Muluzi verheiratet und es gab ein polygamous marriage arrangement (Vielehe-Arrangement). So wurde Patricia die zweite First Lady als Muluzi gewählt worden war. Muluzi ließ sich 1999 von seiner ersten Frau scheiden, der offiziellen First Lady, und heiratete erneut Patricia Muluzi in einer pompösen symbolischen öffentlichen Nikkha-Zeremonie. 2011 kündigte Shanil an, dass sie ihre Ehe beenden werde.

## Politische Karriere
Nach ihrer Scheidung von Muluzi nutzte sie ihren Mädchennamen, Patricia Shanil Dzimbiri, statt des Namens ihres früheren Ehemannes.
Dzimbiri war Lehrerin. 2014 wurde sie als unabhängige Kandidatin als Abgeordnete für Balaka West in die National Assembly von Malawi gewählt. Sie setzte sich gegen fünf andere Kandidaten durch. Sie wurde am 9. Juni 2014 im neuen Parlamentsgebäude in Lilongwe vereidigt.
Dzimbiri verlor ihren Sitz 2019 an Bertha Ndebele von der Democratic Progressive Party.
Im Juli 2018 wurde Dzimbiri Direktorin für Frauen für die neu gegründete United-Transformation-Movement-Partei (UTM). Sie arbeitete auch als persönliche Beraterin für Frauenfragen für den Vizepräsident (Wotsatira wa Mtsogoleri wa Dziko la Malawi; Tumbuka: Wachiŵili kwa Mlongozgi wa charu cha Malaŵi) Saulos Chilima von 2020 bis zu ihrem Tod im Juni 2024.

## Tod
Am 10. Juni 2024 gehörte Dzimbiri zu einer Gruppe von neun Personen, die verschwanden, nachdem ein Flugzeug mit Vizepräsident Saulos Chilima an Bord auf dem Weg zur Beerdigung des ehemaligen Ministers Ralph Kasambara im Chikangawa Forest Reserve im Distrikt Mzimba vom Radar verschwand, was eine Such- und Rettungsaktion auslöste. Das Flugzeug wurde am nächsten Tag gefunden und die Behörden bestätigten den Tod von Muluzi und allen weiteren Insassen. Sie wurde am 14. Juni in Chimpikizo bestattet, nach einer Trauerfeier, an welcher die früheren Präsidenten Bakili Muluzi und Joyce Banda teilnahmen.